# Покровка (Балтачевский район)
Покровка — упразднённая в 1960-х годах деревня в Балтачевском районе Башкортостана. Входила на год упразднения в состав Нижнекарышевского сельсовета. Ныне улица Покровская деревни Кизганбашево. Жили русские (1959).

## Название
Название, имевшее историческое написание Нижний-Русский-Кизганбаш, включает географическое определение местности по отношению к деревне Верхний Русский Кизганбаш. Оба ойконима содержат определение Русский, указывающее на национальный состав деревень в противовес удмуртской деревни Кизганбаш (баш. Киҙгәнбаш), она же Кизганбашево.

## География
Стоит вблизи запруды реки Кизген.

### Географическое положение
Располагалась в 30 км к юго‑западу от райцентра Старобалтачёво, в 102 км к югу от ж/д станции (Куеда

## История
Основана в конце 19 в. на территории Бирского уезда.
Сборник статистических сведений по Бирскому уезду, 1899 г. /Ново-Троицкая волость.
Деревня Нижний Русский Кизганбаш: расположена по склону на запад, у западного края владения, в 50 верстах от г. Бирска. При деревне река Кизган, пригодная для устройства небольших мельниц. Население: русское, крестьяне переселенцы собственники из соседних деревень, в числе 13 двор. Земля в одном участке. У некоторых домохозяев есть особо купленная земля. Пашня по отлогому склону на север, распахана с 1870 года. Почва: 1/3 — суглинистого чернозема и 2/3 — чернозема, глубиной 4 вершка. Подпочва — красная глина. Удобрение практикуется издавна всеми домохозяевами. В селении 7 веялок. Огороды разводятся. Выгон присельный, по косогору и ямам. Сенокос суходольный, местоположение холмистое. Сеном своим не обходятся. Лес по чернозему, по ровному месту, среди него есть моховое болото (около 1 десятины); средней полноты лесонасаждения. В 1894 году дровяной лес и молодняк заказан по приговору на 10 лет; тощий березняк рубится беспорядочно и назначен к расчистке. Избы топят покупными дровами, некоторые же соломой.
По СНМ 1896г /2-й стан, Новотроицкая волость
1926. Нижний Русский Кизганбаш /Обираловка: деревня при речке Кизганбаше; на 13 дворов указано 40/47 жителей.
По СНМ 1906г /Кизганбашевская волость
Нижний Русский Кизганбаш: деревня при озере Карасеве, на просёлочной дороге, бакалейная лавка. На 14 дворов указано 50/59 жителей, основное занятие — земледелие.
2886. Нижне-Русский Кизганбаш, Покровка село /Кизганбашевская волость
На 1920г: 26 дворов и 73/103 жителей — русские; на 1926г — 31 двор.
Существовала до середины 1960‑х гг. и вместе с д. Верхний Русский Кизганбаш вошла в состав Кизганбашево.

## Население
В 1896 в 13 дворах проживало 87 человек, в 1906—109, в 1920—176, в 1939—198, в 1959—123 человека

## Инфраструктура
Личное подсобное хозяйство с зоной сельскохозяйственного использования, индивидуальная застройка усадебного типа. По подворной переписи крестьянских хозяйств Бирского уезда 1914 года деревня Нижний-Русский-Кизганбаш входила в Екатериновское сельское общество, жиди русские, переселенцы собственники, 18 дворов с населением 58/64 мужчин и женщин.
Обеспечение наличной и купчей землёю по хозяйствам без аренды: хозяйств без земли — 0; до 3 десятин −0; от 3 до 5 десятин — 0; 5-10 десятин −4; 10-15 десятин −6; 15-20 десятин −2; 20-30 десятин −2; 30-40 десятин −1; и свыше 40 десятин −3 хозяйства. Распределение хозяйств по размерам землепользования, включая арендованную землю: не пользующихся землёй −0; с землепользованием до 3 десятин −0; от 3 до 5 десятин −0; 5-10 десятин −4; 10-15 десятин −6; 15-20 десятин −2; 20-30 десятин −1; 30-40 десятин −1; и свыше 40 десятин −4 хозяйства. Общее количество скота на всё селение: 397 голов
Распределение наличных хозяйств по лошадям: безлошадных −0; с 1 рабочей лошадью — 4; с 2 рабочими — 6; с 3 рабочими — 2; 4 и более — 6 хозяйств. Распределение наличных хозяйств по коровам: без коров — 0; с 1 коровой — 10; с 2 коровами −3; с 3 и более −5 хозяйств. Распределение наличных хозяйств по скотине в целом: без всякого скота — 0; с одним мелким скотом — 0; с одним крупным скотом −0; с крупным и мелким скотом −18 хозяйств.